# Gaudí (cráter)
Gaudí es un cráter de impacto de 81 km de diámetro del planeta Mercurio. Debe su nombre al arquitecto español Antoni Gaudí (1852-1926), que fue aprobado por la Unión Astronómica Internacional en 2012.